# بهرام أباد (بشاريات الشرقي)
بهرام أباد (بالفارسية: بهرام‌آباد) هي قرية تقع في إيران في قسم بشاریات الشرقي الریفي. يقدر عدد سكانها بـ 40 نسمة .